# Destiny Udogie
Iyenoma Destiny Udogie (* 28. November 2002 in Verona) ist ein italienischer Fußballspieler, der bei Tottenham Hotspur in der Premier League unter Vertrag steht und Nationalspieler ist.

## Persönliches
Udogie wurde 2002 als Sohn nigerianischer Immigranten in Verona geboren.

## Karriere

### Verein
2018 begann er bei der Jugendmannschaft seines Heimatvereins Hellas Verona Fußball zu spielen und wurde zu Beginn der Saison 2020/2021 in die Profimannschaft übernommen.
Für die Saison 2021/2022 wurde er zu Udinese Calcio ausgeliehen, die Udogie zum Saisonende für eine Ablösesumme von 4 Mio. Euro von Hellas Verona kauften und ihm einen Zweijahresvertrag gaben.
Im August 2022 wechselte er jedoch direkt zum englischen Erstligisten Tottenham Hotspur, der ihn aber wiederum bis zum Ende der Saison 2022/23 an Udinese Calcio zurückverlieh. Am 10. Dezember 2023 erzielte Udogie sein erstes Tor in der englischen Premier League. Seine erste Premier League Saison ging verletzungsbedingt vorzeitig zu Ende und damit verpasste Udogie die im Sommer vorgesehene EM in Deutschland.

### Nationalmannschaft
Udogie wurde von Nationaltrainer Roberto Mancini im Mai 2022 zu einem Lehrgang der italienischen A-Nationalmannschaft berufen.
Er gab am 14. Oktober 2023 beim 4:0-Sieg gegen Malta in Bari unter dem neuen Nationaltrainer Luciano Spalletti sein Debüt in der italienischen A-Nationalmannschaft.

## Erfolge
- Europa-League-Sieger: 2025